# Truppenübungsplatz Wildflecken
Der Truppenübungsplatz Wildflecken ist ein über 7000 Hektar großes militärisches Übungsgelände bei Wildflecken in der Hohen Rhön. Es wurde 1938 von der deutschen Wehrmacht eingerichtet und diente nach dem Zweiten Weltkrieg vorübergehend der US-Armee. Gegenwärtig wird es mit dem dort befindlichen Gefechtssimulationszentrum Heer gemeinsam von der Bundeswehr und ihren NATO-Alliierten genutzt. Der Nordteil des Truppenübungsplatzes liegt auf hessischem Boden. Der Übungsplatz ist dem Unterstützungskommando der Bundeswehr unterstellt und gehört zum „Bereich Truppenübungsplatzkommandantur SÜD“.

## Planungsgeschichte

### Planung und geographische Lage
Mit der Wiedereinführung der allgemeinen Wehrpflicht zum 1. Oktober 1935 war eine Heeresstärke von 12 Korpskommandos mit 36 Divisionen geplant. Die Friedensstärke dieses Heeres sollte bis zum Jahre 1939 mit 550.000 Mann die fünfeinhalbfache Stärke der Reichswehr erreichen und mit einer Aufrüstung innerhalb kürzester Zeit die Ausbildung der Soldaten für den Kriegsfall durchgeführt werden. Hierzu mussten weitere Truppenübungsplätze geschaffen werden. So waren für das VII. und IX. Armeekorps im süddeutschen Raum jeweils zwei neue Truppenübungsplätze vorgesehen. Während für das VII. Armeekorps der Truppenübungsplatz Hohenfels geplant wurde, fiel die Standortwahl für das IX. Armeekorps auf die Mittelgebirgslandschaft der Rhön. In dieser strukturschwachen Region bestand für den mainfränkischen Teil seit 1935 mit dem sogenannten Dr.-Hellmuth-Plan ein Konzept zur wirtschaftlichen Entwicklung, das jedoch bereits den Raum Wildflecken im Hinblick auf die geplante militärische Nutzung ausnahm. Nach den Planungen des Heeres unter der Federführung des Wehrkreiskommandos VII in München war für das Gebiet zwischen Bad Brückenau im Süden, Wildflecken im Osten, Gersfeld im Norden und der Gemeinde Motten im Westen die Anlage eines ca. 7.400 Hektar großen Truppenübungsplatzes mit Gefechtsschießbahnen, Beobachtungsständen und Bunkern vorgesehen. Der Großteil dieses Geländes liegt in Bayern, ca. 1.200 Hektar befinden sich in Hessen-Nassau bzw. im heutigen Hessen. Die maximale West-Ost-Breite beträgt ca. elf, die Nord-Süd-Ausdehnung ca. zwölf Kilometer. Das Truppenlager war für 9.000 Mann und 1.500 Pferde ausgelegt. Ergänzend sah die Planung ein Verpflegungsdepot und eine Munitionsanstalt (Muna) vor.

### Gebietserwerb
Der Grundstückskauf wurde von der Reichsumsiedlungsgesellschaft mbH (Ruges) Berlin auf der Grundlage des Gesetzes über die Landbeschaffung für Zwecke der Wehrmacht vom 29. März 1935 vorgenommen. Diese Gesellschaft war eigens für die Beschaffung und Entschädigung von für Zwecke der Wehrmacht enteignetem Grundbesitz geschaffen worden und hatte rund 50 Außenstellen im gesamten Reich.
Im geplanten Übungsgelände lagen sieben Gemeinden mit fünf Weilern und drei Mühlen mit ca. 2500 Bewohnern, die bis Mai 1938 umgesiedelt wurden:
- Gemeinden in Unterfranken
  - Altglashütten
  - Neuglashütten
  - Reußendorf
  - Rothenrain
  - Werberg
- Gemeinden in Hessen-Nassau
  - Dalherda
  - Kippelbach
  - Weiler
    - Dörrenberg
    - Ebertshof
    - Schmelzhof
    - Silberhof
    - Wiesenhof

  - Mühlen
    - Disbachsmühle
    - Fuchsmühle
    - Harfenmühle

Betroffen waren auch der Wallfahrtsort Maria Ehrenberg unmittelbar östlich der Gemeinde Motten sowie das Haus Franken, ein im Ersten Weltkrieg errichtetes Pferdelazarett, das 1920 in ein Wanderheim des Rhönclubs umgebaut worden war.
Die Umsiedler erhielten als Ersatz Gebäude und Land in der näheren Umgebung wie z. B. in Weißenbach, Roßbach, Rottendorf-Rothof, Wässerndorf, aber auch weiter entfernt bei Frankfurt am Main, Offenbach am Main, Seßlach und Deggendorf. Wer sich nicht zu einem freiwilligen Verkauf seiner Liegenschaften entschließen konnte, wurde enteignet.
Das Gebiet der Gemeinden Altglashütten, Neuglashütten, Reußendorf, Rothenrain und Werberg bildete im Jahr 1942 den Heeresgutsbezirk Wildflecken.

## Baugeschichte

### Baudurchführung

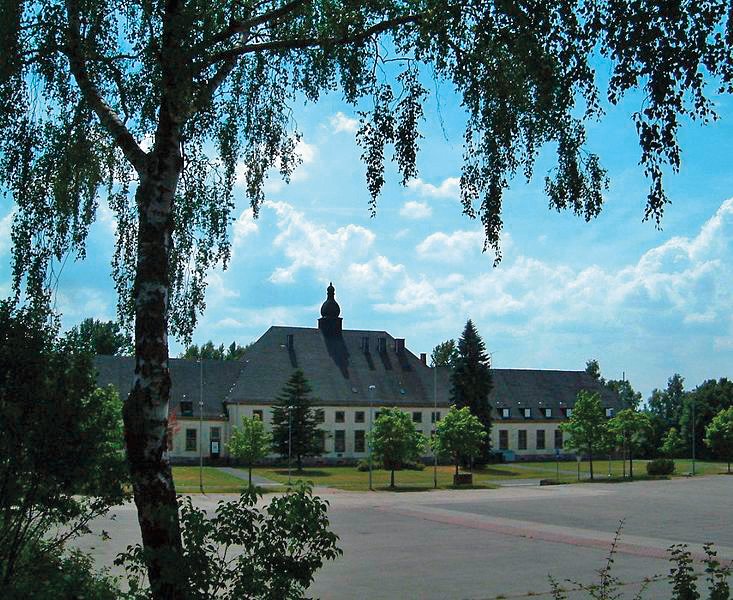
Ehemaliges Offizierskasino im Truppenlager mit Hauptplatz (vormals Adolf-Hitler- bzw. Eisenhower-Platz)

Im Spätherbst 1936 begannen noch vor dem Abschluss des Geländeankaufs die Vorarbeiten für das Truppenlager mit den Vermessungen im nördlich von Wildflecken gelegenen Grünhansenwald, die sich bis etwa Mitte 1937 hinzogen. Zu diesem Zeitpunkt übernahm das neugebildete Wehrkreiskommando IX in Kassel die Planungen für den Übungsplatz, der ursprünglich für das IX. Armeekorps vorgesehen war. Mit der Bauleitung wurde der Regierungsbaumeister Leonz Karch betraut.
Zunächst wurde am Osthang des Waldgebietes im Winter 1936 ein Gemeinschaftslager mit Wohn- und Freizeitbaracken, Wirtschaftsgebäuden, Großküche und Sanitätsrevier für 3000 Arbeiter errichtet. Das im Juni 1937 fertiggestellte Arbeitslager wurde der Deutschen Arbeitsfront unterstellt. Im Lager konnte jedoch nur ein Drittel der für die Großbaustelle benötigten Arbeitskräfte untergebracht werden. Mit Beginn der Bauarbeiten wurden mit mehr als hundert Omnibussen weitere 6000 Arbeiter, Handwerker und Techniker täglich aus der näheren und weiteren Umgebung zu ihrer Arbeitsstätte gebracht.
Die eigentlichen Bauarbeiten setzten umfangreiche Vorarbeiten voraus, da das schwer zugängliche Areal erst durch den Bau von Straßen mit Anbindung an das öffentliche Straßen- und Schienennetz erschlossen werden musste. Vom Bahnhof Wildflecken wurde eine Pflasterstraße mit Brücke über die Reichsstraße 287 zum Truppenlager hergestellt, das an einem nördlich der Ortschaft ansteigenden Berghang errichtet werden sollte. Die Differenz zwischen dem niedrigsten und höchsten Punkt des Plangebietes betrug 200 m. Die 156 geplanten Gebäude wurden in sechs parallel zum Berg gestaffelten Terrassen angelegt, die mit Ringstraßen und acht bergwärts führenden Verbindungsstraßen erschlossen wurden. Die Gebäude wurden überwiegend traufständig zum Hang ausgerichtet, im flacheren östlichen Bereich giebelständig.
Die eigentlichen Bauarbeiten begannen Mitte 1937. Die Gebäude wurden in Massivbauweise und zum größten Teil unterkellert für die verschiedenen Verwendungszwecke wie Mannschafts- und Offiziersunterkünfte, Verwaltung, Krankenrevier, Truppenküche, Heeresbäckerei usw. errichtet. Das Stall- und Pferdelager für 1500 Tiere war das letzte in dieser Größenordnung für militärische Zwecke. Die Pferde waren für die Bespannung von Zehn-Zentimeter-Kanonen und Fünfzehn-Zentimeter-Feldhaubitzen vorgesehen. 30 Stallungen, Gebäude für die Hufschmiede, die Veterinäre und das Futterlager wurden an den beiden höchstgelegenen Terrassen des Truppenlagers angeordnet, um zum einen den kürzesten Weg in das Übungsgelände zu haben und zum anderen bei günstigen Windverhältnissen die Stallgerüche vom Lager weg zu leiten.
Wasser- und Abwasserentsorgung wurden durch Quellfassungen, Pumpstationen, Hochbehälter und eine Kanalisation mit Kläranlage und Regenrückhaltebecken sichergestellt.

### Truppenübungsplatz

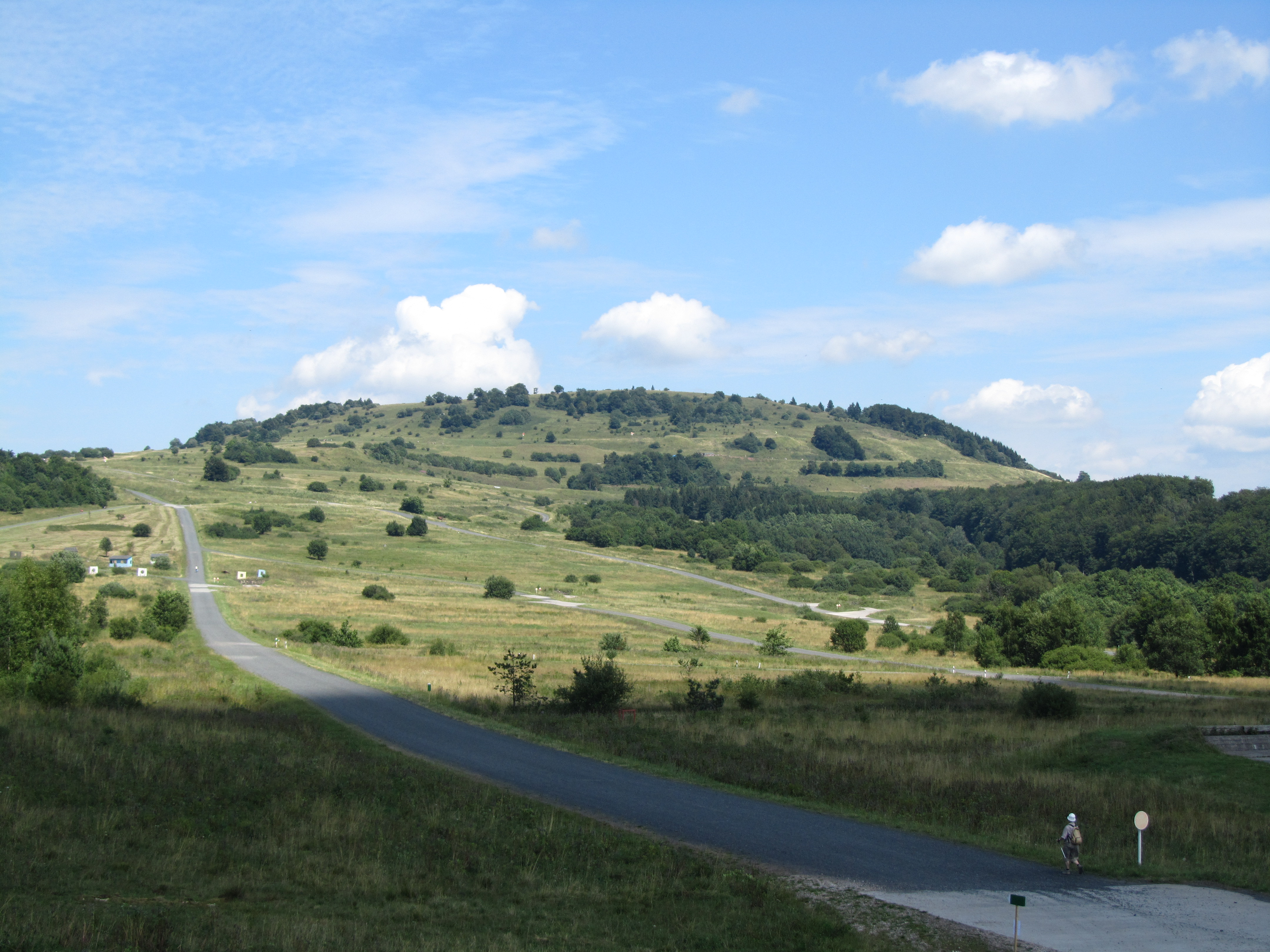
Kleiner Auersberg auf dem Gelände des Truppenübungsplatzes

Zeitgleich mit dem Truppenlager wurden auch die Ausbildungseinrichtungen des Übungsplatzes geschaffen. So entstanden vom Frühjahr 1937 bis zum Sommer des Folgejahres 30 Schul- und Gefechtsbahnen sowie 20 Zielgebiete für Infanterie mit einer Tiefe von 3500 und einer Breite von 600 Metern sowie für Panzer und Artillerie mit Schießbahnen von 6000 Meter Länge und 1500 Meter Breite. Die Artilleriefeuerstellungen waren um das Dammersfeld angeordnet. Später wurden noch Bunker verschiedener Größe zur Bedienung zusätzlicher Fahrziele und für vorgeschobene Artilleriebeobachter sowie Großbunker für Übungen zur Überwindung von Befestigungsanlagen und als Artillerieziele errichtet.

### Heeresverpflegungsdepot, Muna und Verwaltung
Eine dritte Baustelle bildete vom Sommer 1938 bis Ende 1940 das außerhalb des Übungsplatzes westlich des Arnsberges vorgesehene Heeresverpflegungsdepot mit vierstöckigen Magazingebäuden und einem Anschluss an die Bahnstrecke Jossa–Wildflecken. Das Richtfest wurde am 20. September 1940 gefeiert. Gleichzeitig wurde am Fuß des Kreuzberges eine Munitionsanstalt, Muna genannt, mit Montagehallen, Lagerhäusern und Unterkunftsgebäuden errichtet.
Weiter waren Bauten für die Kommandantur, die Standortverwaltung des zum Heeresgutsbezirk erklärten Übungsplatzes und das Heeresforstamt erforderlich, das ca. 4000 Hektar Wald, die in das Eigentum des Reiches übergangen waren, zu verwalten hatte. Bis zur Fertigstellung der Gebäude im Januar 1938 war die Kommandantur im Hotel Zur Post in Bad Brückenau untergebracht.
Die Bauarbeiten für das ca. 3,5 Millionen Reichsmark teure Großprojekt Truppenlager und Truppenübungsplatz führten unter äußerstem Zeitdruck bis zu 9000 Arbeitern im Schichtbetrieb aus. 50 bis 60 Architekten, Ingenieure und Techniker und die gleiche Anzahl Verwaltungsangestellter leiteten die größte Baustelle Bayerns. Erstmals wurden auch im Winter die Bauarbeiten nicht unterbrochen. Durch beheizte Zelte war die Frostsicherheit gewährleistet, so dass durchgehend und rund um die Uhr gearbeitet werden konnte. So war es möglich, in der Rekordzeit von einem knappen Jahr die wichtigsten Einrichtungen und Gebäude zu schaffen. Fünf Arbeiter verunglückten bei den Bauarbeiten tödlich. Ein Gedenkstein an der Auffahrt zum Truppenlager erinnert an ihr Schicksal. Bereits am 8. Februar 1938 übergab der kommandierende General des IX. Armeekorps, General der Artillerie Friedrich Dollmann, mit dem ersten Schuss der II. Abteilung des Artillerie-Regiments 51 (mot.) den Truppenübungsplatz seiner Bestimmung. Ein Gedenkstein markiert den Ort dieses Geschehens am Fuß der Dammersfeldkuppe.

## Militärische Nutzung und Entwicklung bis zum Ende des Zweiten Weltkrieges
Als erste Einheiten bezogen das Artillerie-Regiment 51 aus Fulda und das Infanterie-Regiment 88 aus Hanau ihre neuen Unterkünfte im Truppenlager Wildflecken.
Der Ausbau des Truppenlagers und des Übungsplatzes waren noch nicht abgeschlossen, als der Zweite Weltkrieg begann und die Nutzung des Platzes intensiviert wurde. Neben der Gefechtsausbildung nahm die Aufstellung neuer Feld- und Ersatzeinheiten und später die Nachrüstung und personelle Auffrischung aus der Front genommener Truppen immer breiteren Raum ein. Der Truppenübungsplatz Wildflecken wurde zum Ausgangspunkt für hunderte von Einheiten der Wehrmacht und der Waffen-SS.
Der damalige SS-Unterscharführer Franz Schönhuber und nachmalige Mitbegründer sowie Bundesvorsitzender der Partei Die Republikaner schildert in seiner Biographie Ich war dabei sein Eintreffen im Truppenlager Wildflecken. Dort war er ab dem Sommer 1944 als Ausbilder und Dolmetscher einer französischen Freiwilligeneinheit eingesetzt, die später den Stamm für die 33. Waffen-Grenadier-Division der SS Charlemagne (französische Nr. 1) bildete:

„Von Brückenau aus holte mich ein Lastwagen zu einem großen Tor mit einem Bogen, dem Eingang zum Kasernenbereich. Darüber stand „Unsere Ehre heißt Treue“. Dann ging’s eine steile Rampe empor bis zum Kasernenkomplex. … Die Kaserne war gut getarnt, so gut übrigens, dass sie bis zum Kriegsende aus der Luft nicht entdeckt wurde, obwohl ab 1944 unentwegt alliierte Bombergeschwader mit den todbringenden Lasten ihre Bahn über die Rhön zogen. … Zu den verschiedenen Einheiten, die hier stationiert waren, gehörten auch Kompanien der Leibstandarte. Hier wurde 1942 das 1. SS-Panzerregiment der Leibstandarte formiert. Es war die erste Panzereinheit, die auf dem Truppenübungsplatz aufgestellt wurde und übte. Die Waffen-SS war hier überhaupt sehr stark vertreten. Ein SS-Gebirgsjägerregiment lag hier, die SS-Division Nord wurde hier umgegliedert. Die SS-Sturmbrigade Wallonien wurde hier aufgestellt, und endlich die Brigade Charlemagne, der ich zugeteilt war. Sie sollte hier zu einer Division aufgestockt werden.“

Zum Unterhalt der baulichen Einrichtungen sowie für den weiteren Ausbau der Infrastruktur wurden tschechische und polnische Kriegsgefangene herangezogen, für die noch im Jahr 1939 ein eigenes Lager errichtet worden war. Nach dem Angriff auf die Sowjetunion kamen schließlich noch Gefangene der Roten Armee dazu. Neben deutschen Dienstverpflichteten wurden für den Betrieb der Muna auch die Kriegsgefangenen eingesetzt.
Eine Verteidigung des militärischen Geländes im Frühjahr 1945 kam nicht in Betracht, da die aktiven Truppen sowie die Stammeinheiten im März 1945 an der Westfront eingesetzt wurden. So konnten am 6. April 1945 Einheiten der 3. und 14. US-Division nach kurzem Kampf Wildflecken und das Truppenlager einnehmen.
Nach Schätzungen sind im Zeitraum bis 1945 ca. 150.000 bis 180.000 Soldaten im Lager ausgebildet worden. Diese Schätzungen basieren auf einer durchschnittlichen Verweildauer von vier Monaten.

## Entwicklung des Truppenübungsplatzes seit 1945

### Nachkriegszeit

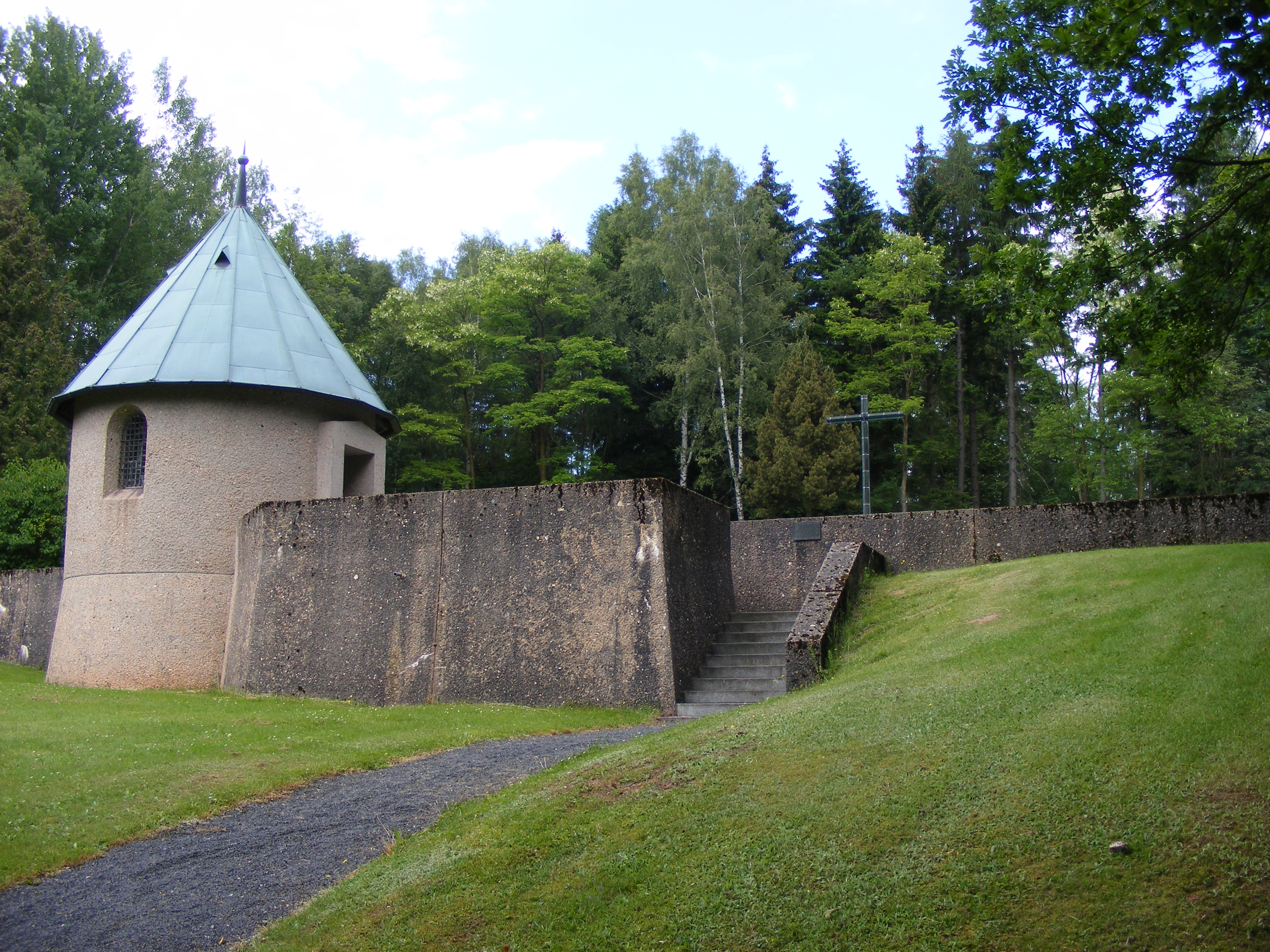
Polenfriedhof südlich des Truppenlagers

Nach der Befreiung Wildfleckens durch die US-Armee wurde das Kriegsgefangenenlager aufgelöst. Während die französischen und belgischen Gefangenen unmittelbar in ihre Heimat zurückkehrten, mussten Russen und Polen noch für mehrere Monate oder gar Jahre in Wildflecken bleiben. Bis 1947 wuchs allein die Zahl der Polen auf 17.000, da aufgrund der sowjetischen Besetzung ein Großteil nicht mehr in die heimatliche Ukraine zurückkehren konnte oder wollte. Eine Gedenktafel auf dem 1970/1 eingerichteten Polenfriedhof erinnert an ihr Schicksal mit folgender Aufschrift:
„Nach dem Untergang des Dritten Reiches mussten in einem IRO-Lager auf dem Truppenübungsplatz Wildflecken dichtgedrängt bis zu 20.000 Polen zusammenleben. Viele Kinder wurden geboren. 428 starben im zartesten Alter. Auch 116 Erwachsene entschliefen. Achtung vor dem menschlichen Leben schuf ihnen diese Ruhestätte.“
Im Truppenlager wurden Tausende ehemalige Kriegsgefangene sowie Fremd- und Zwangsarbeiter untergebracht. Es kam zu einer Vielzahl von Plünderungen, Raubüberfällen, Diebstählen und sogar Mordfällen. Diese Ausschreitungen hielten trotz Einrichtung einer Ortswache bis 1948 an.
Die vormals perfekte Tarnung des Truppenlagers fiel aufgrund des Feuerholzbedarfs nahezu einem Kahlschlag zum Opfer. Selbst aus den Dachstühlen der Unterkunftsgebäude wurde ein Teil der Sparren entfernt und für Heizzwecke genutzt. Die Baracken des ehemaligen Arbeiterlagers brannten 1947 ab.
Aus der ehemaligen Muna entwickelte sich der Ortsteil Oberwildflecken, in dem 1965 eine neue Unterkunft für die Bundeswehr mit der Bezeichnung Rhön-Kaserne errichtet wurde.

### Verwaltung durch UNRRA und IRO
Die Hilfs- und Wiedereinsetzungsorganisation der Vereinten Nationen – United Nations Relief Rehabilitation Administration (UNRRA) – übernahm im Oktober 1945 das Truppenlager. Fünf Krankenhäuser wurden eingerichtet und die Lebensmittelversorgung der Lagerbewohner sichergestellt. Im Juli 1947 wurde das Lager von der UNRRA an die IRO (International Refugee Organization), die internationale Flüchtlingsorganisation der Vereinten Nationen, übergeben. Diese versuchte die sogenannten Displaced Persons (DP) in europäische Länder oder nach Übersee zu vermitteln. So gelang es, 15.000 DPs aus Wildflecken bis zum 31. März 1952 eine neue Heimat und Existenz zu verschaffen. Zu den Aufnahmeländern zählten vor allem England, Frankreich, Belgien, USA, Kanada, Australien, Brasilien und Chile.

### Nutzung durch US-Armee
Am Truppenlager und dessen Räumung waren vor allem die amerikanischen Besatzungstruppen interessiert, da die weitgehend erhaltene Infrastruktur des Lagers und des Übungsplatzes sich als ein hervorragender Standort nahe der neuen innerdeutschen Grenze anbot. Nach einem Jahr Instandsetzungs- und Modernisierungsarbeiten rückte im Frühjahr 1952 das 373rd Armored Infantry Battalion als erste amerikanische Einheit im Truppenlager Wildflecken ein und blieb dort, umbenannt in 2/15 Infantry, mehr als 30 Jahre. Ab 1953 benutzten die amerikanischen Truppen den Übungsplatz zu Schießübungen und bauten ihn als Wildflecken Trainings Area (WTA) weiter aus. Für die Familien der stationierten Soldaten wurde die Housing Area errichtet.
Das Kommando über das WTA wechselte von 1951 an wiederholt. Am 1. Juli 1967 übernahm das 7. Army Training Command (ATC) in Grafenwöhr das Kommando über den Truppenübungsplatz Wildflecken. 1979 erfolgte eine Modernisierung der Gefechtsbahnen für die neue Generation von Kampf- und Schützenpanzern.
Zu den Tausenden von US-Soldaten, die im Laufe der Jahre in Wildflecken stationiert bzw. dort übten, gehörte im Oktober 1959 Elvis Presley, als seine in Friedberg (Hessen) stationierte Einheit ein Manöver durchführte.
Die unzerstörten Ortschaften Dalherda, Reußendorf und Werberg im Übungsgelände wurden nach Kriegsende von Heimatvertriebenen aus den ehemaligen deutschen Ostgebieten wiederbesiedelt. Dalherda war bereits 1945 aus dem Übungsgelände ausgegliedert worden, so dass sich dessen Größe auf 7286 Hektar reduzierte. Am 1. April 1951 wurde die Gemeinde Neuwildflecken, bestehend aus den Ortschaften Reußendorf und Werberg, gegründet. Ein Jahr später musste Reußendorf mit Aufnahme des Übungsbetriebes erneut abgesiedelt werden. Das gleiche Schicksal ereilte Werberg im Jahre 1965. 1973 wurden die Häuser dieser Ortschaft endgültig abgetragen.

### Bundeswehr in Oberwildflecken und im Truppenlager
Eine Hundertschaft des Bundesgrenzschutzes wurde im Sommer 1951 im Truppenlager Wildflecken stationiert, aus der mit der Gründung der Bundeswehr am 1. Juli 1956 das Grenadierbataillon 34 entstand. Nach einer Teilung des Bataillons wurde der in Wildflecken verbliebene Teil am 1. Juli 1960 personell aufgefüllt und in Panzergrenadierbataillon 52 umbenannt. Mit der Verlegung dieser Einheit nach Mellrichstadt im Mai 1962 kamen die 1./102 (Stabs- und Versorgungszug) des am 16. September 1962 aufgestellten Panzergrenadierbataillons 102 sowie die Ausbildungskompanien 14/4, 16/4, 17/4 und 4/12 ins Truppenlager. Diese bildeten mit der beginnenden Aufstellung der 12. Panzerdivision das Panzergrenadierbataillon 353, das die neuen Unterkünfte der Rhön-Kaserne in Oberwildflecken am 1. Juli 1965 bezog. 1968 wurde die Einheit als Aufklärungsbataillon 12 umgegliedert. Die 1. und 2. Kompanie verlegten im April 1970 in die Balthasar-Neumann-Kaserne nach Ebern. Mit der Aufstellung des Panzeraufklärungsbataillons 12 am 1. Oktober 1970 in der Rhön-Kaserne wurde dessen 3. Kompanie in das Truppenlager Wildflecken verlegt und blieb dort mit der 4. Kompanie bis zum März 1981 als einzige deutsche Einheit in dem von amerikanischen Truppen belegten Lager. Zwischen 1981 und 1994 befand sich dort lediglich noch das deutsche Verbindungskommando, das 1994 in der Truppenplatzkommandantur aufging. Bereits mit dem NATO-Beitritt der Bundeswehr hatten auch wieder deutsche Truppen den Übungsplatz genutzt.
Mit dem Abzug der US-Truppen 1994 verlegten das Panzerartilleriebataillon 355, die Panzerpionierkompanie 350 sowie die 5. Kompanie des Nachschubbataillons 102 in das Truppenlager. Dieses erhielt am 26. April 1994 den Namen der im gleichen Jahre in Oberwildflecken aufgelösten Rhön-Kaserne. Heute sind im Truppenlager bzw. am Übungsplatz nur noch das Gefechtssimulationszentrum des Heeres, die Truppenübungsplatzkommandantur und eine Außenstelle des Bundeswehr-Dienstleistungszentrums Hammelburg untergebracht. Seit 2002 gibt es auf dem Truppenübungsplatz den bundesweit einzigen Öko-Sprengplatz Deutschlands. Bakterien in der Kläranlage bauen Sprengstoffrückstände, die zuvor mit dem Regenwasser im Erdreich versickert und ins Grundwasser und in Bäche geraten waren, fast vollständig ab.
Die dort ansässige örtliche Truppenübungsplatzkommandantur SÜD führt neben dem Truppenübungsplatz Wildflecken auch die Truppenübungsplätze Baumholder, Hammelburg, Heuberg und den Deutschen Militärischen Vertreter bei der Truppenübungsplatzkommandantur Grafenwöhr.

## Bis 1945 aufgestellte Verbände
- 19. September bis 1. Dezember 1939: 95. Infanterie-Division
- 1. Dezember 1939 bis Mai 1940: 82. Infanterie-Division
- Juni 1941: Strafbataillon z. b. V. 500
- 1. Februar 1942 bis ?: 1. Abteilung SS-Panzer-Regiment 5 Wiking
- März bis September 1942: Teile 6. SS-Gebirgs-Division Nord
- Dezember 1942 bis Januar 1943: 345. Infanterie-Division (mot.)
- 6. Juni 1943 bis ?: 5. SS-Freiwilligen-Sturmbrigade Wallonien
- 15. Dezember 1943 bis 15. April 1944: SS-Panzergrenadier-Ausbildungsersatz-Regiment 36
- 17. April 1944 bis ?: Infanterie-Division Wildflecken, später zur Auffrischung der 715. Infanterie-Division und der 232. Infanterie-Division eingesetzt
- 19. Juni 1944 bis ?: Teile 715. Infanterie-Division
- 26. Juni 1944 bis ?: 232. Infanterie-Division
- 3. August 1944 bis ? : 566. Volksgrenadier-Division
- 3. August bis November 1944: Wiederaufstellung 25. Panzer-Division
- November 1944 bis ?: Teile Panzergrenadier-Division Brandenburg
- Januar (?) 1945 bis ? : 33. Waffen-Grenadier-Division der SS „Charlemagne“ (französische Nr. 1)
- 25. März 1945 bis ?: Teile Division z. b. V. 409

## Begehbarkeit des Truppenübungsplatzes

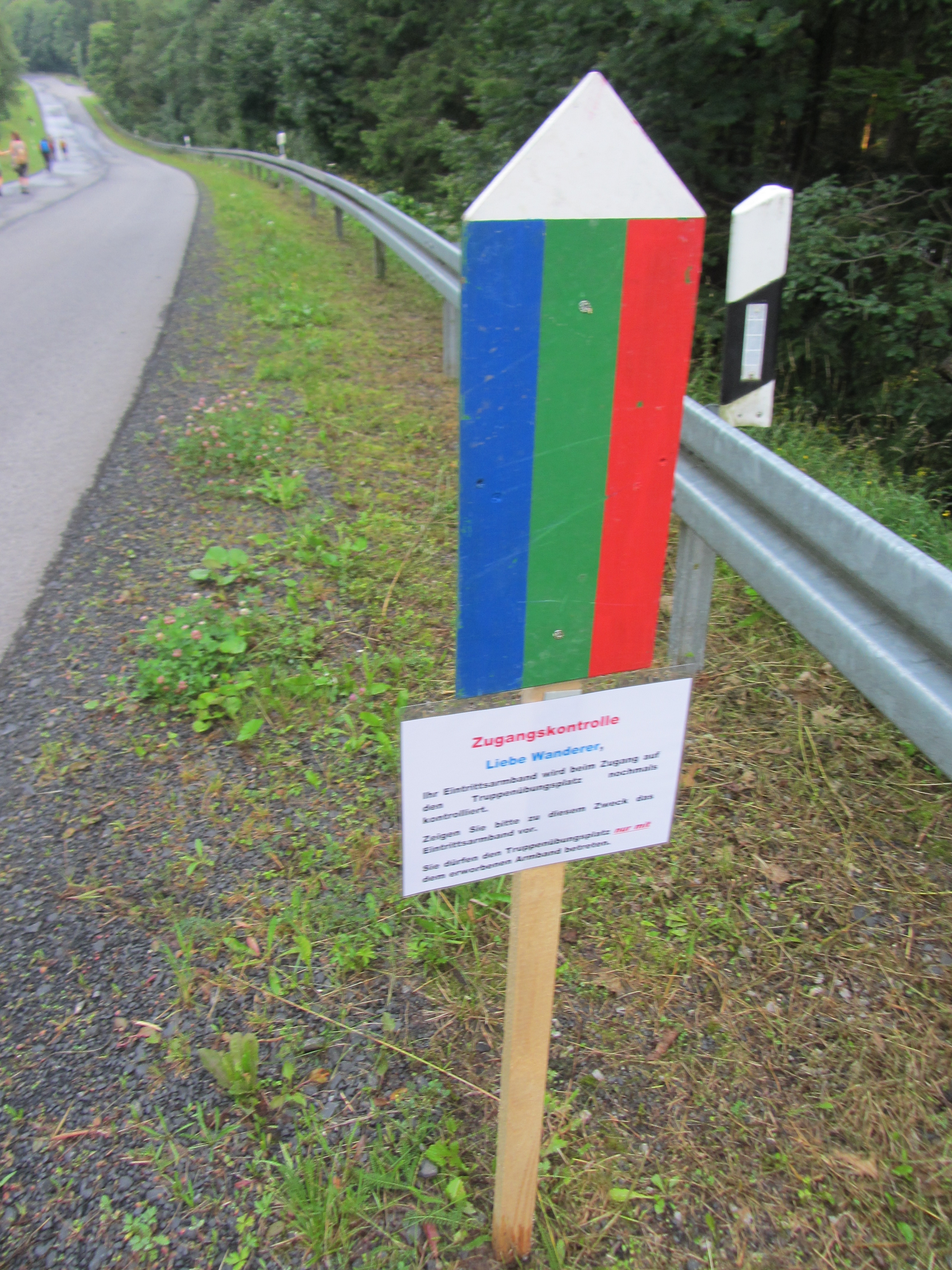
Hinweis auf die Einlasskontrolle zu den Volkswandertagen auf dem Truppenübungsplatz Wildflecken 2016 mit Wegweiser für alle drei Routen.

Das Betreten des Truppenübungsplatzgeländes ist strikt untersagt. Darauf wird durch in regelmäßigem Abstand an der Grenze des Truppenübungsplatzes aufgestellte Schilder ausdrücklich hingewiesen. Die Zufahrten zum Truppenübungsplatz sind mit Schrankenanlagen versehen. Nach der geltenden Rechtsprechung gilt dies als Einfriedung. Ein Betreten dieses Geländes kann daher strafrechtlich als Hausfriedensbruch (§§ 123 f.) angesehen werden. Darüber hinaus handelt es sich um eine Ordnungswidrigkeit, aus Sicherheitsgründen gesperrte militärische Einrichtungen vorsätzlich oder fahrlässig zu betreten (§ 114). Sinn des Betretungsverbotes ist der Schutz der Öffentlichkeit, da der Truppenübungsplatz intensiv militärisch genutzt wird. Darüber hinaus besteht neben dem Schießbetrieb eine erhebliche Gefährdung durch Blindgänger. Bei einem Unfall in diesem Gelände müssen sich bei der Bergung Verletzter auch die Retter in Lebensgefahr begeben.
Die Kirche Maria Ehrenberg auf dem Areal des Truppenübungsplatzes kann an Sonn- und Feiertagen von Mai bis Oktober zwischen 10 und 17 Uhr besucht werden (außer Fronleichnam). Außerhalb dieser Zeiten ist der Zugang nur nach Rücksprache mit dem katholischen Pfarramt in Kothen möglich. Während der Sommermonate werden in der Kirche regelmäßig Gottesdienste gefeiert.
Jedes Jahr am letzten Juli-Wochenende finden die Volkswandertage im Truppenübungsplatz Wildflecken statt. Dabei kann das Gelände auf vorbereiteten und jährlich wechselnden Routen verschiedener Länge legal durchwandert werden.